# Wenche Medbøe
Wenche Medbøe, född 3 juli 1940 i Oslo, är en norsk skådespelare. Hon är dotter till Odd Medbøe och syster till skådespelaren Katja Medbøe.
Medbøe utbildades vid Statens Teaterhøgskole. Hon inledde sin karriär vid TV-teatret där hon verkade 1961–1965. Åren 1966–1969 var hon engagerad vid Nationaltheatret och därefter vid Det norske teatret där hon stannade till pensionen. Hon har även medverkat i filmer och TV-serier.
Hon driver det egna företaget Medbøe Produksjoner.

## Filmografi (urval)
- 1961 – Strandhugg
- 1961 – Et øye på hver finger
- 1966 – Reisen til havet
- 1969 – Taxi (TV-serie)
- 1976 – Nitimemordet (TV-serie)
- 1978 – Operation Cobra
- 1980 – Arme, syndige menneske
- 1995 – Kristin Lavransdotter
- 2013 – Hotel Cæsar (TV-serie)